# ATP Champions Tour 2015

Das Logo der ATP Champions Tour 2015

Im Folgenden werden die Turniere der Herrentennis-Saison 2015 (ATP Champions Tour) dargestellt. Sie wird wie die ATP World Tour und die ATP Challenger Tour von der Association of Tennis Professionals organisiert.

## Turnierplan
In der Saison 2015 finden folgende Turniere statt:
| Datum            | Ort            | Turnier                                   | Belag1    | Sieger            | Zweiter          | Dritter            | Vierter          |
| ---------------- | -------------- | ----------------------------------------- | --------- | ----------------- | ---------------- | ------------------ | ---------------- |
| 13.–15. Februar  | Delray Beach   | Delray Beach Open by The Venetian         | Hartplatz | James Blake       | Goran Ivanišević | Mark Philippoussis | Brad Gilbert     |
| 13.–16. August   | Knokke-Heist   | The Optima Open                           | Hartplatz | Xavier Malisse    | Pete Sampras     |                    |                  |
| 8.–11. Oktober   | Mallorca       | Legends Cup                               | Sand      | Àlex Corretja     | Thomas Enqvist   | Tim Henman         | Thomas Muster    |
| 24.–25. Oktober  | Seoul          | KIA Motors Champions Cup                  |           | Fernando González | Michael Chang    | Marat Safin        | Goran Ivanišević |
| 27.–29. Oktober  | Monterrey      | Monterrey Open                            | Hartplatz | Pete Sampras      | John McEnroe     | Thomas Enqvist     | Mats Wilander    |
| 27.–30. November | Verona/ Modena | La Grande Sfida                           |           | John McEnroe      | Sergi Bruguera   | Mats Wilander      | Henri Leconte    |
| 2.–6. Dezember   | London         | Champions Tennis at the Royal Albert Hall | Hartplatz | Fernando González | Tim Henman       |                    |                  |

- 1 Das Kürzel „(i)“ (= indoor) bedeutet, dass das betreffende Turnier in einer Halle ausgetragen wird.

## Rangliste
| 1.  | Fernando González  | Chile                  | 800 | Seoul, London |
| 2.  | Thomas Enqvist     | Schweden               | 700 |               |
| 2.  | Pete Sampras       | Vereinigte Staaten     | 700 | Monterrey     |
| 2.  | John McEnroe       | Vereinigte Staaten     | 700 | Verona/Modena |
| 5.  | James Blake        | Vereinigte Staaten     | 600 | Delray Beach  |
| 5.  | Xavier Malisse     | Belgien                | 600 | Knokke-Heist  |
| 7.  | Tim Henman         | Vereinigtes Königreich | 550 |               |
| 8.  | Àlex Corretja      | Spanien                | 400 | Mallorca      |
| 9.  | Thomas Muster      | Österreich             | 380 |               |
| 10. | Goran Ivanišević   | Kroatien               | 350 |               |
| 10. | Mats Wilander      | Schweden               | 350 |               |
| 12. | Henri Leconte      | Frankreich             | 310 |               |
| 13. | Mark Philippoussis | Australien             | 300 |               |
| 13. | Sergi Bruguera     | Spanien                | 300 |               |
| 13. | Michael Chang      | Vereinigte Staaten     | 300 |               |
| 16. | Marat Safin        | Russland               | 200 |               |
| 17. | Mikael Pernfors    | Schweden               | 150 |               |
| 18. | Brad Gilbert       | Vereinigte Staaten     | 80  |               |
| 18. | Justin Gimelstob   | Vereinigte Staaten     | 80  |               |
| 18. | Pat Cash           | Australien             | 80  |               |
| 18. | Sébastien Grosjean | Frankreich             | 80  |               |
| 18. | Younes El Aynaoui  | Marokko                | 80  |               |

### Punkte-Aufschlüsselung
| Sieg     | Finale   | Dritter  | Vierter  | Viertelfinale |
| -------- | -------- | -------- | -------- | ------------- |
| 400 Pkt. | 300 Pkt. | 200 Pkt. | 150 Pkt. | 80 Pkt.       |